# عودك رنان (مسلسل)
عودك رنان، سباعية تلفزيونية سورية تدور أحداثها حول الأب وهو صاحب ورشة لصيانة وتصليح آلة العود يتوفى تاركا وراءه ثلاثة أبناء اثنان منهما يصران على بيع الورشة وأخر يصمم على الاحتفاظ بها.
تعد الانطلاقة الأولى للنجمة السوريةسلاف فواخرجي التي أدت دور الفتاة الشعبية الرومانسية الرقيقة التي يزوجها زوج أمها لعجوز - خالد تاجا - طمعا بماله في حين يكون قلبها منصرف إلى جارها الشاب - عباس النوري

## السيناريو
السباعية من تأليف الممثل السوري علي كريم

## الممثلون
- رفيق سبيعي
- عباس النوري
- حسام عيد
- أيمن رضا
- خالد تاجا
- ليلى عوض
- علي كريم
- سلاف فواخرجي
- شكران مرتجى
- يوسف حرب
- عزة البحرة
- سوسن ميخائيل
- أحمد أيوب

## الفريق الفني
- مشرف الإضاءة: بسام سلعوس
- التصوير: بسام بخاري
- مشرف الصوت: توفيق الحمصي
- المونتاج والمكساج: أيمن شامية
- الموسيقى: مروان كرجوسلي
- مدير الإنتاج: محمد ديار بكري
- المخرج المساعد: سامي جنادي

## الإنتاج
السباعية من إنتاج مجموعة كوبر للأعمال التلفزيونية والتوزيع – دمشق، سوريا
انتج سنة 1998

## الإخراج
تميز أسلوب الإخراج بالحرفية العالية، والتركيز على لقطات الشبابيك حتى أطلق على المخرج بعدها لقب مخرج الشبابيك.
إخراج: حاتم علي